# Aresches

Aresches là một xã trong vùng hành chính Franche-Comté, thuộc tỉnh Jura, quận Lons-le-Saunier, tổng Salins-les-Bains. Tọa độ địa lý của xã là 46° 54' vĩ độ bắc, 05° 54' kinh độ đông. Aresches nằm trên độ cao trung bình là 705 mét trên mặt nước biển, có điểm thấp nhất là 570 mét và điểm cao nhất là 736 mét. Xã có diện tích 4.76 km², dân số vào thời điểm 1999 là 50 người; mật độ dân số là 11 người/km².

## Địa điểm tham quan
Nhà thờ trong làng được xây từ thế kỉ 16, tháp chuông từ thế kỉ 19.